# Башкирские пословицы и поговорки
Башкирские пословицы и поговорки — пословицы и поговорки, мудрые, поучительные изречения, меткие выражения, созданные башкирским народом, а также переведённые из древних письменных источников и заимствованные из произведений литературы, в короткой форме выражающие мудрые мысли народов, входящих в состав Республики Башкортостан.
Пословицу башкиры называют «мәҡәл» (термин арабского происхождения, в переводе означает «слово, сказанное к месту»). Пословицы имеют прямой и переносный смысл (мораль). Существует несколько вариантов пословиц с одной и той же моралью (моральная инварианта). Пословицы отличаются от поговорок более высоким обобщающим смыслом. Пословицы наиболее ярко выражают языковое богатство народов, являются отражением коллективных знаний языкового сообщества и представляют ценный источник для культурной интерпретации. Они несут важную культурологическую информацию, которая позволяет выявить этнокультурные особенности конкретного лингвокультурного сообщества.
Поговорка айтем (әйтем) близка по своей жанровой природе к пословице. Она припоминается к слову, часто употребляется в переносном значении, метко подмечает сущность предметов, явлений и даёт им образную характеристику. Поговорка, в отличие от пословицы, не содержит обобщающего значения, а образно, в большинстве случаев иносказательно определяет предмет или явление. Поговорка всегда одночленна, представляет собой часть суждения, лишена обобщающего поучительного смысла: «Һин дә мулла, мин дә мулла, атҡа бесән кем һала?» («И ты мулла, и я мулла, а кто же коня накормит?»).

## История
О древности башкирских пословиц свидетельствует общетюркские письменные памятники. В памятнике XI века «Словаре тюркских наречий» («Диван лугат ат-турк») Махмуда аль-Кашгари в числе общетюркских пословиц зафиксированы изречения, идентичные современным башкирским. Пословицы и поговорки бытовали в живой речи ещё задолго до того, как они были включены в книгу учёного.
Встречаются пословицы, которые выделились из других жанров устнопоэтического творчества: кубаиров, песен, сказок, анекдотов и др. Особенно много пословиц связано с эпосом — кубаирами. Башкирские сэсены (сказители — импровизаторы) внесли вклад в расширение и обогащение пословиц народа.
Часть пословиц и поговорок, бытующих в народе, восходит к книжным источникам. Дидактические стихотворения из старинных рукописей, стихи поэта Акмуллы, а также произведения, пришедшие с классического Востока, в определённой степени пополнили состав башкирских пословиц. Например, изречение «Турғайҙың тоҙағына ыласын төшмәй» (В воробьиные силки сокол не угодит) восходит к творчеству Мифтахетдина Акмуллы.
В пословичном фонде башкирского народа сохранился обширный общетюркский пласт. Наибольшее сходство наблюдается между башкирскими, татарскими и казахскими пословицами.

## Форма пословиц
Большая часть башкирских пословиц и поговорок сложена в стихотворной форме.

## Тематика пословиц
Тематика большинства башкирских пословиц обусловлена их общечеловеческой сутью независимо от их национально-культурной принадлежности. Народы единодушны в своей оценке людских пороков и добродетелей правды и лжи, справедливости и несправедливости. Значение содержания пословиц основывается на глубоком обобщении жизненного опыта, деятельности и отношений людей. В языках разных народов существуют пословицы, содержащие поучение, совет, назидание, пословицы восхваляют ум, щедрость, гостеприимство и высмеивают глупых, ленивых, жадных.
Специфическое проявляется в пословицах, отражающих традиции и обычаи народов, общественно-хозяйственный уклад их жизни, национальный характер. Возникновение таких пословиц было обусловлено особенностями исторического развития и социальных условий народов, когда пословица имеет ярко выраженную национальную окраску.
Тематика башкирских пословиц различна.
- Во многих башкирских пословицах славится трудолюбие, мастерство: «Атмаған ҡуян, аҫмаған ҡаҙан» (в переводе «Заяц не убит, котёл не подвешен»), «Кеше эше менән, ағас емеше менән» («Дерево красно плодами, человек — делами»).
- Осуждаются тунеядство и лень, а лодыри и болтуны высмеиваются: «Эт өрөр, буре йөрөр» (в дословном переводе «Собака лает, волк знай себе ходит», «Күп өргән эт тешләмәҫ, күп ҡысҡырған эшләмәҫ» (Собака, которая много лает, не укусит, тот, кто много говорит, не будет работать), «Ҡыҫыр тауыҡ күп ҡытҡылдай» (Курица, не несущая яиц, много кудахтает).
- Поощряется практичность, смекалка: «Атаһы болан атмағандың, балаһы ҡолан алмаҫ» (Если отец не брал оленя, то сын не возьмёт кулана), «Ҙур урманда ҡарға булғансы, бер ҡыуаҡта былбыл бул» (Чем быть вороной в большом лесу, будь соловьём в одном кустарнике), «Һауалағы торнаға ышанып, ҡулдағы сәпсекте ысҡындырма» (Позарившись на журавля в небе, не отпускай трясогузку в руке), «Бөркөткә ымһынып, турғайҙан мәхрүм ҡалма» (Соблазнившись на орла, не останься без (не лишись) воробья), «Елһеҙ япраҡ та һелкенмәй» (Без ветра листва не колышется).

- Отмечается любовь к детям: «Терпе лә балаһын, йомшағым, айыу – аппағым, тип һөйә.»[2] (в дословном переводе "И ёж ласкает своё дитя (ежонка), называя его «мой мягонький», медведь — «мой беленький»).
- Жизнь в обществе: «Халыҡ бар ерҙә батыр бар» (в переводе «Где есть народ, там и батыр найдётся»).
- Башкирские пословицы и поговорки раскрывают внутренний мир человека, его понятие о добре и зле, содержат эстетические нормы общежития: «Бер ҡаҙанға ике тәкә башы һыймай / Ике тәкә башы бер каҙанға һыймай» (в дословном переводе «Две бараньи головы в один котёл не лезут»), «Ат аяғына ат баҫмай» (Лошадь лошади на ногу не наступает).

Башкирским народом создано также много пословиц, в которых выражена любовь и уважение к женщине. В трудные времена башкирская женщина брала на свои плечи заботу об осиротевших детях, восстанавливала разрушенное хозяйство «Өйҙөң өс сатын — ҡатын, ә бер сатын ир тота» (Женщина держит три угла в доме, а мужчина — один) Делом, недостойным мужчины, считалось оскорбление, унижение женщины, от которой зависели благополучие и покой в доме. «Ир аламаһы үҙе һайлаған ҡатынды яманлар» (Плохой муж будет хулить жену, которую сам выбирал).
Культ материнства (отцовства) в башкирской традиции всегда пользовался особым уважением. «Бала күрмәгән, балдан ауыҙ итмәгән» (Не познавший детей не познал вкус мёда), «Балаһыҙ баш — ярылған таш» (Бездетный человек — что расколотый камень).
Рождение ребёнка воспринималось как богоугодное, радостное событие: «Ямғыр яуһа, ергә — бәрәкәт, игелекле бала тыуһа, илгә — бәрәкәт» (Дождь идёт — благо земли, хорошее дитя родится — благо страны), «Балалы кеше — бай кеше» (Дети — и богатство, и радость жизни), «Балалы өй — баҙар, балаһыҙ өй — тулы зар» (Дом с детьми — базар, без детей — мазар). Дети — основа счастливой самодостаточной семейной жизни («На цветке без нектара пчёл не бывает, в доме без детей счастья не бывает»), благополучного ответственного брака («Сумел родить — сумей воспитать»), уважительного и бережного отношения к родителям («Не став отцом, цену отца не познаешь; не став матерью, цену матери не познаешь»).
Женщину-мать в башкирской традиции окружали уважением и почётом, а бездетная, напротив, теряла авторитет среди окружающих («Бездетная женщина — бесплодное дерево», «Кудахчущая курица лучше бесплодной женщины», «Бесплодная женщина нарядами утешается»).
Разводы среди башкир встречались крайне редко. В общественном сознании развод считался непристойным, аморальным явлением. «Первый муж богом дан, второй — стыд на лице».
Развод воспринимался как тяжёлая жизненная драма, калечащая человеческие судьбы и глубоко травмирующая души людей. «На свете существуют две смерти: одна — развод, другая — сама смерть», «Чем метаться от мужа к мужу, лучше блуждай от могилы к могиле».
На протяжении веков народная нравственность утверждала ценность и общественную значимость добропорядочной и тихой супружеской жизни («В доме, где согласие — изобилие, счастье; в доме, где раздор — несчастье и горе»), подчёркивала значение и роль положительной духовно-душевной атмосферы в воспитании детей («В доме, где раздор, дочь беспутной вырастает»).
Уважение к работящей, верной и мудрой женщине-матери, женщине-супруге выражался в поговорках «На прилежной жене дом держится», «И возвышает мужа жена, и унижает мужа жена», «Если жена хорошая — на аргамака взойдешь, если плохая — в могилу сойдёшь», «Если мать на дерево лезет, дочь на сук карабкается», «Какова мать, такова дочь» и др.
Мудрость человека отражается в пословицах: «Быстрого коня нет нужды подгонять, умелому человеку нет нужды помогать», «Гору красит камень, человека — голова», «Думай дважды, говори раз», «Медведя боялся — на волка нарвался, врага испугался — смерти дождался», «Үҙ сүплегендә әтәс тә батыр» (На своей навозной куче (свалке) и петух герой); «ЭЭт ояһында көслө» (Собака сильна в своей конуре).

## Особенности
Часть башкирских пословиц и поговорок не находит эквивалента в других языках в силу своей этнокультурной специфичности.
Уклад жизни башкирского народа был таким, что башкир не представлял своей жизни без коня. Конь означал для башкира и благополучие, и обеспеченность семьи, являлся предметом особой гордости, олицетворением независимости. Соответственно, в башкирском языке есть пословицы, типичные только для башкир: «Ирҙең юлдашы ла ат, моңдашы ла ат» (Конь для мужчины и спутник, и советчик), «Ат ҡәҙерен белмәгән, теҙген тотоп ҡалыр» (Кто не знает цену коню, тот останется с уздечкой в руках), «Ирмен тигән ир күңелендә эйәрле-йүгәнле ат ятыр», (У настоящего мужчины на уме только конь), «Ир ирекле башын ҡол итмәҫ» (Мужчина свободу на рабство не променяет).
Башкиры вели кочевой образ жизни, занимались охотой, животноводством, бортничеством. Ими особо почитались преумножение своего рода, родовой ветви, старшее поколение, знание, соблюдение и признание внутренних законов межродственных отношений и родственных уз, что нашло отражение в пословицах: «Андыҙ барҙа — ат үлмәҫ, ирәүән барҙа — ир үлмәҫ», «Ҡурай тартһаң, көй сығыр, бүрәнә тартһаң өй булыр» (На курае сыграешь — мелодия получится, бревно рубить — дом получится), «Туғаныңдан биҙмә — нәҫелең ҡорор» (От родных не отказывайся — род иссякнет), «Атанан күргән уҡ юныр, әсәнән күргән тун бесер» (Отец должен научить своего ребёнка лук строгать, мать — шубу кроить), «Улы барҙың урыны бар, ҡыҙы барҙың ҡәҙере бар» (Вырастивший сына имеет почётное место, вырастивший дочь — уход и заботу), «Яҡшы улың ҡорҙашыңдай булыр» (Хороший сын — твой единомышленник), «Атаһы ҡолан алмағандың, балаһы ҡуян алмаҫ» (Чей отец охотником не был, того и сын не станет охотником), «Үҙең ҡарға булһаң, балаң һандуғас булмаҫ» (Птенец вороны соловьём не станет).

## Научные исследования
Сбором и изучением башкирских пословиц и поговорок занимались известные учёные-фольклористы А. И. Харисов, А. Н. Киреев, М. М. Сагитов, Н. Т. Зарипов, С. А. Галин, Г. Б. Хусаинов, Ф. А. Надршин, А. М. Сулейманов, Н. Д. Шункаров.
Учёные РБ занимаются исследованиями, посвящёнными сопоставительному изучению пословиц в башкирском других языках, общим и национально-специфичным особенностям пословиц, характерным только для определённой этнокультурной общности и являющимися отражением особенностей национального менталитета.